# Haiti na Letnich Igrzyskach Paraolimpijskich 2008
Haiti na Letnich Igrzyskach Paraolimpijskich w Pekinie reprezentowała 1 zawodniczka - sztangistka Nephtalie Jean-Louis. Był to pierwszy występ Haiti na Paraolimpiadzie.

## Kadra

### Podnoszenie ciężarów
- Nephtalie Jean-Louis

kategoria poniżej 44 kg - nie wystartowała